# Староникитская церковь
Староникитская церковь — заброшенный православный храм в центре Тулы.
По храму получили название две тульские улицы, на пересечении которых он стоял: Никитская, ведущая к Упе, и Староникитская, идущая к юго-восточной окраине города.

## История
Впервые храм упоминается в самой ранней сохранившейся писцовой книге Тулы за 1587-1589 гг.: "В Никитцком же конце церковь Христов мученик Никита, да теплая церковь Олексея чюдотворца, древены, клетцки...". В писцовых книгах за 1629 год он называется церковью Никиты мученика и Алексия митрополита. Иногда к её наименованию прибавлялись уточнения: «что у Дедиловских ворот» (имеются в виду ворота острога) или «что на посаде». В XVIII веке она называлась церковью великомученика Никиты, «что слывёт старою», в отличие от Новоникитской церкви или Сретенской у чугунного моста (на углу улиц Пятницкой и Посольской).
В 1704 году на месте обветшавшей деревянной была выстроена каменная церковь во имя великомученика Никиты с приделом святого Алексея. В 1755 году придел и трапезная были перестроены. В 1758 на средства купца Ивана Фомича Лугинина в трапезной устроен новый придел во имя святого мученика Харлампия. В 1779 году церковь была снова «в стенах, окнах и дверях была поправлена».
В 1820 году одноэтажную Староникитскую церковь разобрали до основания и выстроили вновь — уже в два этажа. Нижний храм был освящён в 1821 году, верхний — в 1827 году, во имя иконы Божией Матери «Живоносный Источник». В 1850—1851 годах усердием церковного старосты А. И. Жданова был изготовлен новый главный иконостас во имя иконы Божией Матери «Живоносный источник». В 1852 году в трапезной на втором этаже по завещанию купца Михаила Ивановича Струкова был выстроен придел во имя Архистратига Михаила.

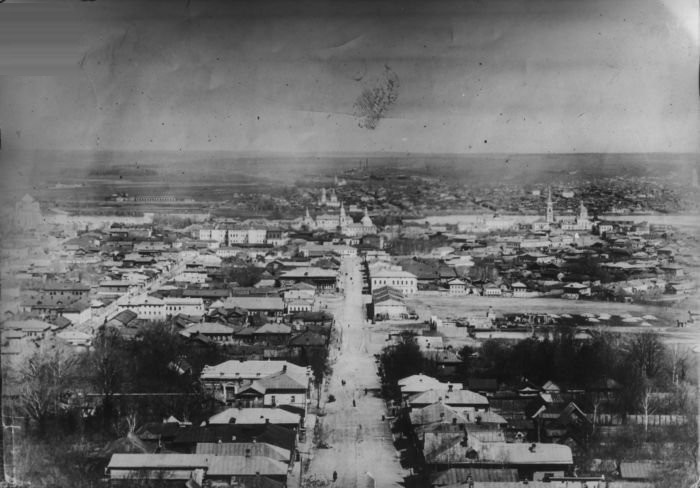
Вид на ул. Пирогова со Всехсвятской колокольни. В самом конце улицы прямо по центру — Староникитская церковь (около 1900 года)

Колокольню построили вполне качественно ещё в 1755 году. Правда, через сто лет с её шпиля, главки и креста «от продолжительного времени» исчезла позолота. Прихожане решили возобновить её, а также позолотить большой купол над основным объёмом храма и два малых — над приделами. Все это было сделано в 1863 году тщанием церковного старосты купеческого сына Михаила Михайловича Струкова и «первостатейных прихожан». На колокольне имелось 7 колоколов.
Иконостасы верхнего и нижнего храма были позолочены на деньги того же М. М. Струкова и ещё нескольких купцов. Жертвователи потратили на благое дело более пяти тысяч рублей. Из всех образов церкви наиболее чтимой была икона Божией Матери «Живоносный Источник». По преданию, она висела когда-то на воротах дома купцов Лугининых (потом им владели купцы Плаховы, позже там находилась мужская гимназия; ныне это один из корпусов Тульского государственного педагогического университета). Эта икона прославилась в городе своими чудесами. В начале XIX века она находилась в доме купцов, а впоследствии мещан Ивана и Петра Алексеевичей Лугининых. К образу приходили молиться «посторонние люди». Одно из чудес того времени — исцеление от слепоты купца Якова Ивановича Бабаева. Говорили, что вследствие усердных молитв перед иконой исцелилась от водянки мать Ивана и Петра Агриппина Ивановна Лугинина. Перед смертью она завещала передать чудотворный образ в Староникитскую церковь, что и было сделано в 1818 году. Нередко эту икону целыми днями носили по домам горожан, а в праздники храм не вмещал всех желающих помолиться перед ней. Поэтому, когда церковь была возведена заново и стала двухэтажной, во имя этой иконы Божией Матери «Живоносный Источник» освятили верхний храм.

### Церковная библиотека
Староникитская церковь славилась своей библиотекой. Вот что рассказывал о ней протоиерей Г. Панов в «Тульских епархиальных ведомостях» в 1862 году:
«Староникитская библиотека одна из самых замечательных церковных библиотек Тульской епархии. Едва ли, даже где-нибудь, в приходской церкви можно встретить столько редких рукописей и старопечатных книг, как в Староникитской. Своими библиографическими редкостями библиотека этой церкви более всего обязана просвещенному усердию её духовных пастырей, в особенности же протоиерею Гавриилу Ивановичу Павлову. Он служил при церкви с 1768 до 1802 года. В течение своего 34-летнего служения он собрал у себя довольно значительную домашнюю библиотеку, без сомнения, по любви к чтению книг, и, ещё при жизни своей, большую часть их пожертвовал в свою церковь, остальная часть их поступила в церковную библиотеку уже после его смерти. При нём же вошли в состав этой библиотеки многие другие рукописи и книги, отданные в церковь любителями духовного просвещения.

Такое соревнование в пользу Староникитской библиотеки объясняется беспримерным в свое время предположением учредить при церкви открытую для всех библиотеку. Предположение это, по всей вероятности, принадлежит одному из староникитских священников. Осуществилось ли оно в свое время и в каком виде осуществилось, мы не знаем; но памятником его осталась надпись на одной книге, пожертвованной в церковь в 1778 году староникитским священником Иоанном Петровым Зеведеевым».
Эта книга, точнее, рукопись, была, по-видимому, самой древней в фондах Староникитской библиотеки. Она представляла собой Евангелия, «расположенные для церковного употребления, по неделям, начиная с Пасхи, и на каждый день месяца, начиная с сентября». Рукопись выполнена в 1427 году, о чём говорилось в приписке на её предпоследней странице. На последнем листе рукописи — надпись: «Сию книгу, глаголемое святое Евангелие, подал в открытую всенародно при Тульской Староникитской церкви библиотеку той же церкви Иерей Иоанн Петров сын Зеведеев 1778 г. Мая 1 дня при Губернаторе Матвее Васильевиче».

### Школа
В 1894 году при храме была открыта церковноприходская школа. Вначале она существовала в доме, купленном за 950 рублей у наследников умершего протоиерея Староникитской церкви Любомудрова. Но дому этому было более ста лет, он грозил обрушиться со дня на день. В 1902 году церковноприходское попечительство приняло решение о постройке для школы нового дома. И за два следующих года двухэтажная школа была построена.

### XX век
В 1903 году в ночь под храмовый праздник великомученика Никиты в Староникитской церкви случился пожар. Сгорел иконостас верхнего храма и купол. На восстановление требовалось более тысячи рублей. Денег не было ни в церкви, ни у церковноприходского попечительства.
Когда же рабочие осмотрели кровли храма и колокольни, выяснилось, что они во многих местах проржавели; нуждались в замене и водосточные трубы. На это требовалось много железа, а купить его было не на что. Ремонт приостановился на полгода. Тогда член попечительства Н. А. Зубарев, человек небогатый и не имевший средств на приобретение железа для пожертвования его храму, с согласия своего хозяина Щелкина отпустил заимообразно в церковь необходимое количество железа.

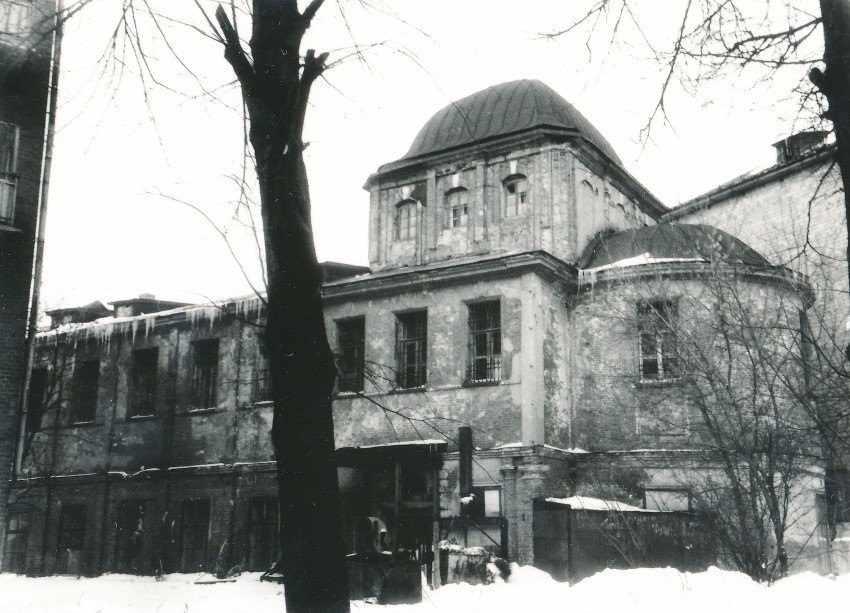
Храм в 1989 году

В 1930 году храм был закрыт по постановлению президиума Мособлисполкома и передан создаваемому в то время Тульскому механическому институту (впоследствии — Тульский политехнический институт, ныне Тульский государственный университет) для размещения лабораторий и учебно-производственных мастерских. Эти лаборатории находились в здании церкви почти 65 лет.
Позже появились и другие арендаторы, например, подразделение Института физики Земли, занимавшееся поверкой измерительных приборов для подводных лодок.
В 1991 году здание храма было поставлено на госохрану в качестве памятника истории и культуры регионального значения. В сентябре 1994 года в газете «Молодой коммунар» была опубликована статья А. Юрьева под названием «Итог десятилетней борьбы», в которой говорилось о выдворении из здания бывшего Староникитского храма и Института физики Земли, и политеховских лабораторий. В освободившихся помещениях разместился муниципальный театр-студия «У Толстовской заставы». В 1995 году рухнуло чугунное крыльцо при входе в храм, а в 1998 году в помещении театра произошёл сильный пожар: были разрушены перекрытия и кровля здания. Ремонт бывшей церкви после пожара не проводился. Сегодня здание не используется и постепенно разрушается. Никитская церковь входит в состав казны муниципального образования город Тула, однако не может быть отреставрирована за счёт средств бюджета, поскольку является имуществом религиозного назначения.